# Terry Handley
Terry Handley, född 1951, död 6 juli 2015, var en amerikansk amatörastronom.
Minor Planet Center listar honom som T. Handley och som upptäckare av sju asteroider.
Asteroiden 16695 Terryhandley är uppkallad efter honom.

## Lista över upptäckta mindre planeter och asteroider
| 15903 Rolandflorrie | 5 september 1997 |
| (31048) 1996 PO9    | 11 augusti 1996  |
| (31343) 1998 NT     | 12 juli 1998     |
| (35348) 1997 JO18   | 8 maj 1997       |
| (44025) 1997 XY11   | 6 december 1997  |
| (52667) 1998 CT1    | 1 februari 1998  |
| (59110) 1998 WR31   | 29 november 1998 |